# Alex Chiasson
Alex Chiasson (* 1. Oktober 1990 in Montréal, Québec) ist ein ehemaliger kanadischer Eishockeyspieler. Der rechte Flügelstürmer bestritt zwischen 2013 und 2023 über 600 Partien in der National Hockey League (NHL) und lief dabei für sieben Franchises auf. Mit den Washington Capitals gewann er dabei in den Playoffs 2018 den Stanley Cup.

## Karriere

### Jugend und College
Alex Chiasson wurde in Lorraine, einem Vorort der kanadischen Millionenstadt Montréal, geboren und wuchs im 250 Kilometer entfernten Saint-Augustin-de-Desmaures auf. In Saint-Augustin-de-Desmaures besuchte er die Séminaire Saint-François, eine private High School, für die er in Eishockey-Juniorenligen aktiv war. Bereits nach zwei Jahren verließ er die High School und zog in die Vereinigten Staaten nach Lake Placid im Bundesstaat New York. Dort besuchte er die Northwood School, ein privates Internat, das bereits eine Reihe von erfolgreichen Wintersportlern hervorgebracht hat. Zudem lernte Chiasson erst zu diesem Zeitpunkt Englisch, da Französisch seine Muttersprache ist.
Chiasson verließ Northwood ein Jahr später, da er seine schulische Ausbildung abgeschlossen hatte. Vor dem Studium nutzte er allerdings die Gelegenheit, in der United States Hockey League, der höchsten Juniorenliga der USA, zu spielen. Die Saison 2008/09 verbrachte er zu diesem Zweck bei den Des Moines Buccaneers in Des Moines im Bundesstaat Iowa und wurde dort mit 50 Punkten aus 56 Spielen Mannschaftsbester. Zudem wurde er ins USHL All-Rookie Team gewählt und nahm am USHL All-Star Game teil. Mit diesen Leistungen machte er zudem Scouts auf sich aufmerksam, da er für den anstehenden NHL Entry Draft 2009 infrage kam. Dort wählten ihn dann die Dallas Stars an 38. Position aus.

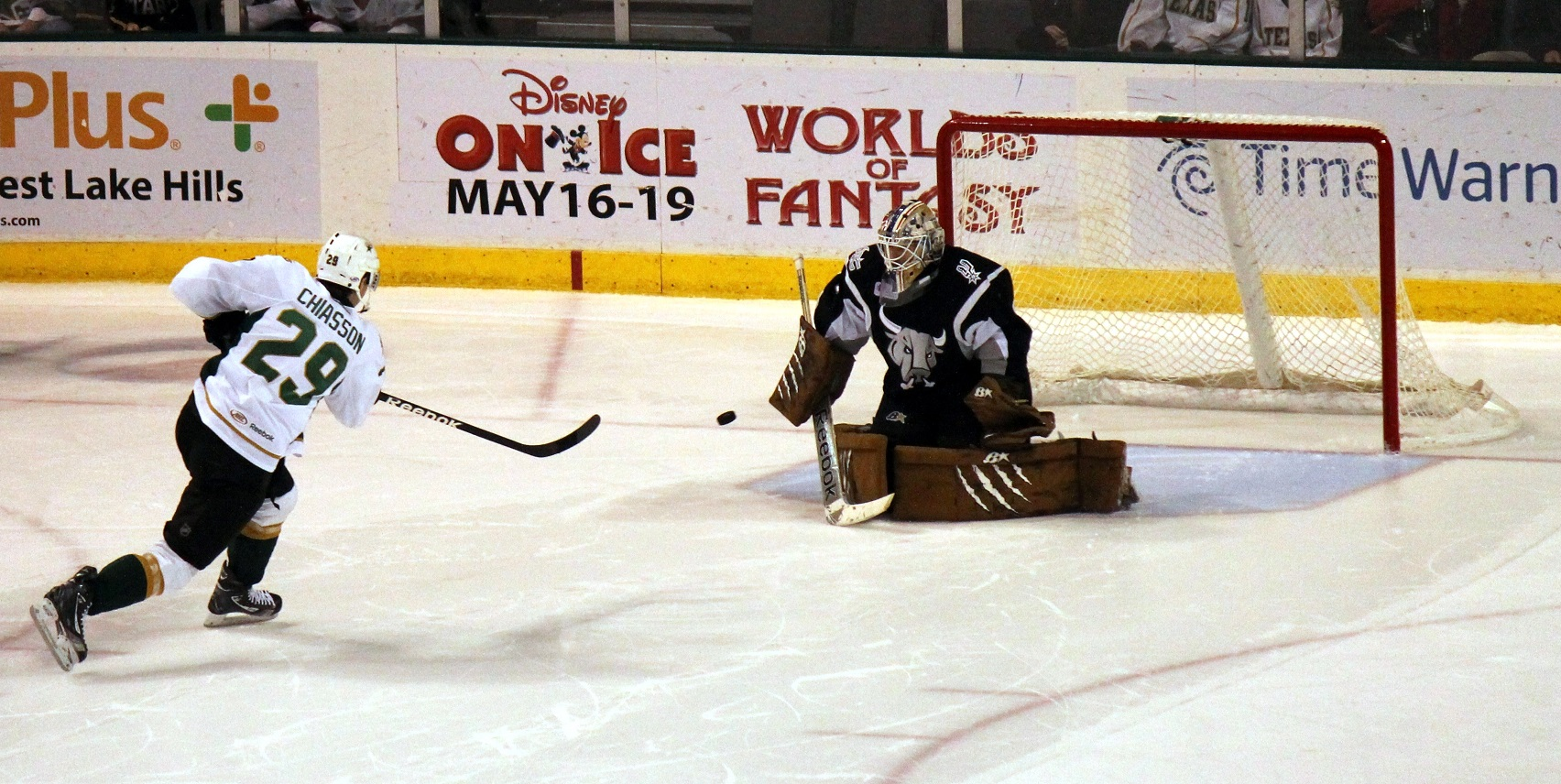
Chiasson mit den Texas Stars im Shootout gegen Dov Grumet-Morris (2013)

Trotz des Drafts wechselte Chiasson vorerst nicht in das System der Dallas Stars, sondern schrieb sich an der Boston University ein, um dort einen Hochschulabschluss in Wirtschaftswissenschaften zu erlangen. Demzufolge spielte er fortan für die Boston University Terriers, der Mannschaft, die im Jahr zuvor nationaler Hochschulmeister der NCAA wurde. Bereits in der zweiten Saison in Boston führte der Flügelspieler das Team in Scorerpunkten an (34 in 35 Spielen). Diese Quote steigerte er in der darauf folgenden Saison 2011/12 noch auf 46 Punkte aus 38 Spielen.

### NHL
Seine Leistung in der Hochschulliga Hockey East nahmen die Dallas Stars zum Anlass, ihn im März 2012 mit einem auf drei Jahre befristeten Entry Level Contract auszustatten. Daraufhin wechselte er direkt zum Farmteam in die AHL, zu den Texas Stars, und absolvierte dort bis zum Ende der Saison noch neun Spiele. In der Folgesaison 2012/13 war er fester Bestandteil des AHL-Kaders und verbuchte in 57 Spielen 13 Tore und 22 Vorlagen. Im April 2013 wurde Chiasson daraufhin erstmals in den NHL-Kader berufen, gab sein Debüt und erzielte in seinen ersten sechs Spielen sechs Tore. Mit dieser Leistung nahmen ihn die Stars ab der Saison 2013/14 fest in den NHL-Kader auf. Mit 35 Punkten aus 79 Spielen stand Chiasson am Ende seiner ersten regulären Saison in der höchsten nordamerikanischen Eishockeyliga auf Platz vier in seiner Mannschaft.
Am 1. Juli 2014 gaben ihn die Stars allerdings gemeinsam mit Alex Guptill, Nick Paul und einem Zweitrundenwahlrecht für den NHL Entry Draft 2015 an die Ottawa Senators ab und erhielten im Gegenzug Jason Spezza sowie Ludwig Karlsson. In Ottawa war Chiasson unbestrittener Stammspieler und kam in zwei Saisons auf 153 Spiele und 40 Scorerpunkte, ehe ihn die Senators im Juni 2016 im Tausch für Patrick Sieloff an die Calgary Flames abgaben. Auch dort konnte sich der Stürmer auf Anhieb etablieben, erhielt nach Auslauf seines Vertrags im Sommer 2017 aber kein Folgeangebot. Daraufhin wurde er im September von den Washington Capitals zum Probetraining eingeladen und schließlich im Oktober mit einem festen Einjahresvertrag ausgestattet. Am Ende der Saison gelang Chiasson mit den Capitals der Gewinn des Stanley Cups, jedoch wurde sein auslaufender Vertrag im Juli 2018 nicht verlängert, sodass er sich seither auf der Suche nach einem neuen Arbeitgeber befand. Diesen fand er in den Edmonton Oilers, bei denen er die Saisonvorbereitung probeweise absolvierte und schließlich im Oktober 2018 einen Einjahresvertrag unterzeichnete, der im Sommer 2019 um zwei weitere Jahre verlängert wurde.
Nachdem Chiasson im Sommer 2021 zunächst keinen neuen Klub gefunden hatte, wurde er im Oktober desselben Jahren als Free Agent von den Vancouver Canucks unter Vertrag genommen und verbrachte dort die Saison 2021/22. Anschließend erhielt der Außenstürmer im Sommer abermals kein neues Vertragsangebot. Erst Ende November 2022 wurde er auf Probe von den Grand Rapids Griffins aus der AHL verpflichtet. Dies endete im März 2023 in einem festen Vertrag bei deren NHL-Kooperationspartner, den Detroit Red Wings. Nachdem er für die Red Wings in den verbleibenden 20 Spielen neunmal gepunktet hatte, erhielt Chiasson im August 2023 einen Probevertrag bei den Boston Bruins, der jedoch nicht in einem festen Engagement mündete. Letztlich bedeutete dies in der Folge das Ende seiner aktiven Karriere, das er im Januar 2025 offiziell verkündete. Insgesamt hatte er 651 NHL-Partien bestritten und dabei 233 Scorerpunkte verzeichnet.

## Erfolge und Auszeichnungen
- 2009 Teilnahme am USHL All-Star Game
- 2009 USHL All-Rookie Team
- 2018 Stanley-Cup-Gewinn mit den Washington Capitals

## Karrierestatistik
(Legende zur Spielerstatistik: Sp oder GP = absolvierte Spiele; T oder G = erzielte Tore; V oder A = erzielte Assists; Pkt oder Pts = erzielte Scorerpunkte; SM oder PIM = erhaltene Strafminuten; +/− = Plus/Minus-Bilanz; PP = erzielte Überzahltore; SH = erzielte Unterzahltore; GW = erzielte Siegtore; 1 Play-downs/Relegation; Kursiv: Statistik nicht vollständig)